# Cornopteris opaca
Cornopteris opaca là một loài thực vật có mạch trong họ Woodsiaceae. Loài này được (D. Don) Tagawa miêu tả khoa học đầu tiên năm 1939.